# Distretto di Chincha Baja
Il distretto di Chincha Baja è uno degli undici distretti della provincia di Chincha, in Perù. Si trova nella regione di Ica e si estende su una superficie di 72,52 chilometri quadrati.